# 細野みち子
細野 みち子（ほその みちこ、1942年 - ）は、日本の漫画家。貸本や初期の『週刊少女フレンド』等で主に1960年代から1970年代前半まで活動した。
代表作は『おはようエルザ』『金メダルへのターン』など。『金メダルへのターン!』はテレビドラマ化もされた。

## 経歴
『白鳥少女』（中尾明原作）で人気を得たのち、1965年から『おはようエルザ』の連載を開始する。失明してしまうことになる少女さぎりと、コリー犬エルザとの友情を軸に、メロドラマ風に展開する物語は、エルザの愛らしさもあり、全国に「エルザの会」ができるほどの人気を呼んだ。他に美容室ものの『エルちゃん美容室』、スポ根ものの『金メダルへのターン』など。

## 作品リスト
- 虹は遠くても（原作：山浦弘靖）
- 亜子（原作：深沢一夫）少女フレンド、1964年
- 白鳥少女（原作：中尾明）少女フレンド、1964年
- おはようエルザ（原作：原淳一郎）少女フレンド、1965年-
- おもちゃのプリンセス（原作：寺島アキ子）1966年-
- エルちゃん美容室（原作：福本和也）少女フレンド、1967年
- エルちゃんのロマンス天使（原作：竹淳）少女フレンド、1967年
- ひとりぼっちのしあわせさん（原作：宮川一郎）
- リカちゃんトリオ（原作：中尾明）少女フレンド、1968年
- 金メダルへのターン（原作：津田幸夫）少女フレンド、1969-1970年
- ゆびきり
- 友情の木かげに
- あすを呼ぶ歌
- お姉さんっ子
- 花の日記帖から
- 母ときた道
- しらかば先生
- 母
- ごめんねお姉さん
- 桜のしらべ
- 心の旅路
- エリーナのいのち
- 母のひとりっ子
- 悲しき日の友
- 殺し屋とちびっこ
- 湖底の子守歌
- 母の花道
- ママをくれた人
- お母さんの手
- さよならの歌
- アルプスの友

## 単行本
- 『虹は遠くても』全2巻、山浦弘靖原作、若木書房、1968年
- 『おはようエルザ』全3巻、原淳一郎原作、朝日ソノラマ〈サンコミックス〉、1970年[4]
- 『金メダルへのターン』全4巻、津田幸夫原作、講談社コミックス、1970年